# Rituály ve výchově
Rituály ve výchově představují neustále opakující se vzorec chování. Jedná se o rutinní praktiku, u níž často smysl činností není součástí vědomí o činnosti. Rituály působí v tomto celoživotním procesu ovlivněné převážně rodinou, která připravuje člověka pro osobní i společenský život. A tato činnost buduje řadu zautomatizovaných způsobů chování, tedy rituálů, které spojují kulturní společnost.

## Funkce rituálů z různých hledisek
Celý život nás provází mnoho nenadálých situací a změn, abychom zachovali v životě řád uchylujeme se k rituálům. Rituály jsou však spíše záležitostí dospělých, děti pouze přebírají vzorce chování. Uvádí to i Kaščák: „Konečným cílem výchovy je vštípit dětem mýtus, jenž stmeluje identitu určité kultury nebo civilizace." Působí na nás však rituály nejen vytvořené námi, ale i realizované prostředím, například školou či rodinou.
a.	Rituály ve škole:
Pro uklidnění žáků ve třídě nebo uvolnění atmosféry zahrnují vyučující do výuky rituály. Řadíme sem například zpívání písniček na začátku hodiny, posezení v kroužku nebo vztyk, když vejde vyučující do třídy.
b.	Rituály v rodině:
Sem řadíme ty činnosti, které mají pro členy rodiny takovou hodnotu, že je chtějí opakovat. Jsou to tedy tradice v rodině. Patří sem například ukládání dítěte do postýlky, čtení před spaním, společný nedělní oběd apod.
Přechodové rituály se prolínají mezi rodinou a školu a zahrnují narození, společenské dospívání, sňatek, otcovství, třídní postup, specializace, zaměstnání a smrt.

## Přínosy rituálů
Rituály obecně navozují příjemný pocit – slučují zkušenosti a oproti předcházejícím stavům či situacím navozují individuální i sociální změny. Problematické jsou jen v případě, že přecházejí ve zlozvyky.
Přínosy:
- slouží k začleňování jedinců do skupiny
- uspořádání dne
- orientace v čase
- upevňování rodinných vztahů
- poskytnutí pocitu bezpečí (přes všechny změny jsme to stále my)
- vytvoření prostoru pro individuální tvořivost a volný čas (každý tráví určitý čas svými koníčky)
- posilování pocitu vlastní hodnoty
- posilování pocitu sounáležitosti k většímu celku
- postupné odpoutávání od nejbližších osob
- nacházení nových kontaktních osob
- lepší zvládání strachu
- přizpůsobení se skupině vrstevníků
- rozvoji vnímání reality, nezbytné pro školu
- rozvoji pozitivního vnímání své identity

## Dva typy rituálů
Obecně lze rozdělit rituály na dvě kategorie:
a. Události pravidelné (měsíční, roční,…) situace, kdy se projeví zažitý stereotyp chování. Tyto rituály nám pomohou ke skupinové integraci, kdy předem daný způsob chování usnadňuje sociální začlenění.
Příklady: oslava narozenin, pohřeb, zapálení svíce při bohoslužbě, besídka, jarmark, advent,…
b. Opakované chování. Rutinní opakování určitého vzorce chování ve specifických situacích je rituálem, který nám pomáhá zvládat situace v běžném životě. Tento způsob chování má vliv na lidskou psychiku a zároveň jde o uspořádání dne do jasného celku
Příklady: společná snídaně, polibek na uvítanou, čtení před spaním,…
Zvláštní podkategorií jsou krizové rituály, které by měly pomoci překonat strach z nové situace, připustit a zpracovat strach, umožnit novou orientaci/nastavení na novou situaci a tím tedy dodat sílu k překonání krize.

## Rituály ve výchově podle věku
Předškolní věk
Existující řád umožňuje dítěti orientaci v čase, tedy má jasno v tom, co se bude dít. V mateřských školách jsou rituály realizovány na základě rytmu roku (a prázdnin). Dítě ve věku od 3 do 6 let má přirozenou potřebu střídat: spánek – bdění a klid – aktivita. Proto jsou rituály v předškolní výchově specifické.
Školní věk
Pro zvládnutí dne je pro dítě (obzvlášť mladšího školního věku) důležité rozdělení dne na školu, přípravu do školy a hraní si. Tento návyk učí dítě hospodaření s časem a posiluje jeho samostatnost.
Puberta
Velká změna, kterou přechod z dítěte v dospělého bezesporu je, může být pro jedince snadnější s pomocí ritualizovaného chování. To pomůže zvládnout situace jako je změna vzhledu, hlasu nebo první menstruace. Díky předem danému vzorci chování má adolescent možnost více upevnit svou identitu a naučit se překonávat strach.